# Oraniã
Oraniã (em iorubá: Òrànmíyàn; em castelhano: Oranyan), foi um rei dos iorubás da cidade de Ifé, Nigéria. Era o filho mais novo de Odudua e foi o mais poderoso de todos, e mais famoso em toda nação iorubá. Famoso como caçador e pelas grandes e numerosas conquistas. Foi o fundador do Império de Oió por volta de 1400.
Em Ifé existe um monólito que tem o nome Opá Oraniã em sua homenagem. Uma de suas mulheres, Torossi, que era filha de Elempê, rei dos nupés, foi a mãe de Xangô que mais tarde veio ser o alafim de Oió no lugar de seu irmão mais velho Dadá Ajacá, Oraniã colocou seu outro filho, Euecá, como Obá do Benim, e se tornou o oni de Ifé.

## História
Pierre Verger, em "Orixás, Editora Corrupio" descreve um Itã que fala do nascimento de Oraniã:
"Oraniã foi concebido em condições muito singulares, que sem dúvida, espantariam os geneticistas modernos. Uma lenda relata como Ogum, durante uma de suas expedições guerreiras, conquistou a cidade de Ogotum, saqueou-a e trouxe um espólio importante. Uma prisioneira de rara beleza chamada Lacanjê agradou-lhe tanto que ele não respeitou sua virtude. Mais tarde, quando Odudua, pai de Ogum, a viu, ficou perturbado, desejou-a por sua vez e fez dela uma de suas mulheres. Ogum, amedrontado, não ousou revelar a seu pai o que se passara entre ele e a bela prisioneira. Nove meses mais tarde, Oraniã nascia. O seu corpo era verticalmente dividido em duas cores. Era preto de um lado, pois Ogum tinha a pele escura, e pardo do outro, como Odudua, que tinha a pele muito clara... Essa característica de Oraniã é representada todos os anos em Ifé, por ocasião da festa de Olojó, quando o corpo dos servidores do Oni é pintado de preto e branco. Eles acompanham Oni de seu palácio até Oquê Mogum, a colina onde se ergue um monólito consagrado a Ogum. Essa grande pedra é cercada de màrìwò òpè, franjas de palmeiras desfiadas, e, nesse dia, os sacrifícios de cão e galo são aí pendurados. Oni chega vestido suntuosamente, tendo na cabeça a coroa de Odudua. É uma das raras ocasiões, talvez mesmo a única do ano, em que ele a usa publicamente, fora do palácio. Chegando diante da pedra de Ogum, ele cruza por um instante sua espada com Oxogum, chefe do culto de Ogum em Ifé, em sinal de aliança, apesar do desprazer experimentado por Odudua quando descobriu que não era o único pai de Oraniã."